# 集安鴨緑江国境鉄道大橋

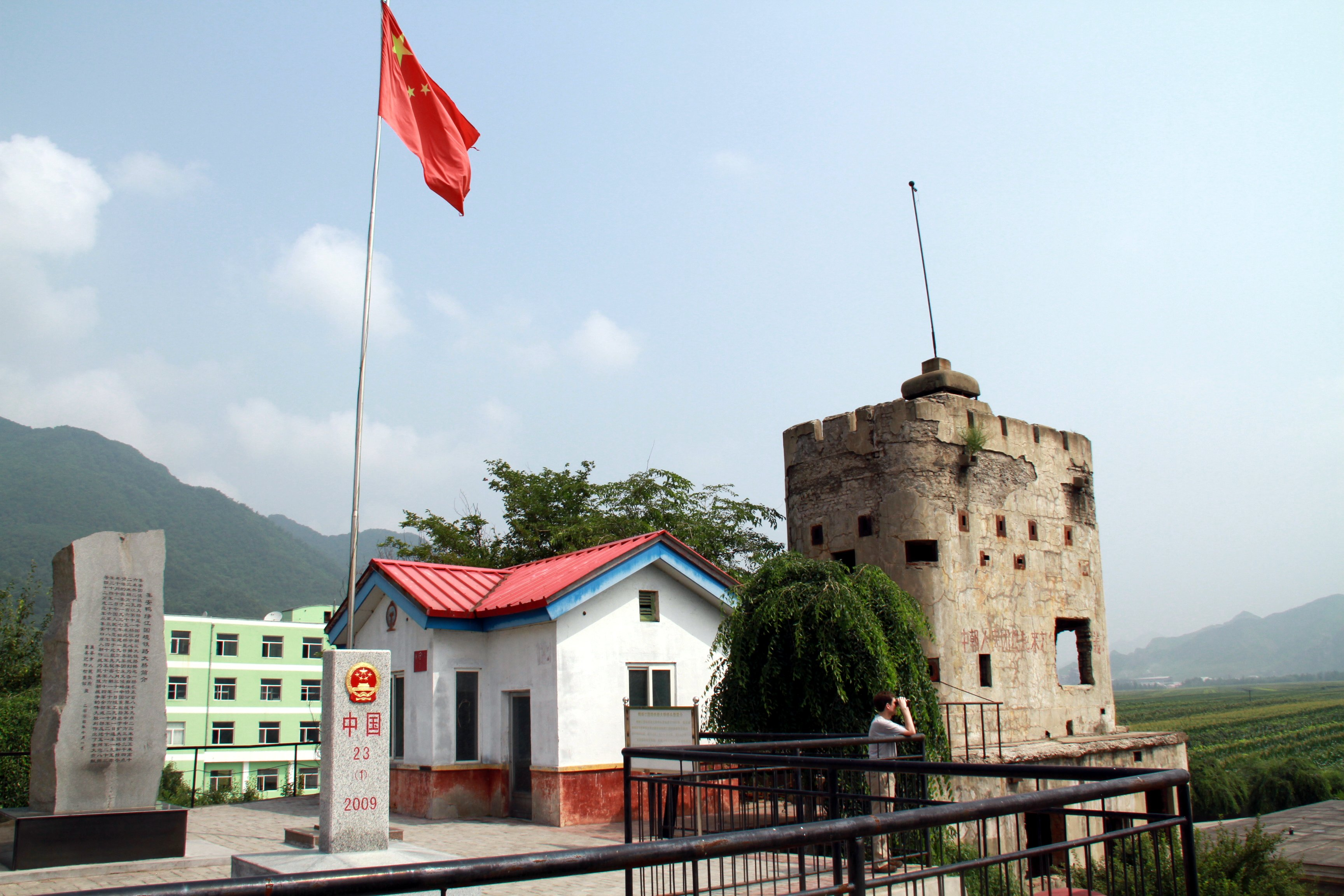
中国側の国境検問所

集安鴨緑江国境鉄道大橋（しゅうあんおうりょっこうこっきょうてつどうだいきょう、中国語: 集安鸭绿江国境铁路大桥/朝鮮語: 집안-압록강국경철도대교 ）は、中朝国境となっている鴨緑江を跨いで中華人民共和国吉林省通化市内の集安市と朝鮮民主主義人民共和国慈江道満浦市を結ぶ鉄道橋である。  1937年に着工し、1939年に竣工して、長さ598m、幅5m、20の橋脚で支えられている。

## 歴史

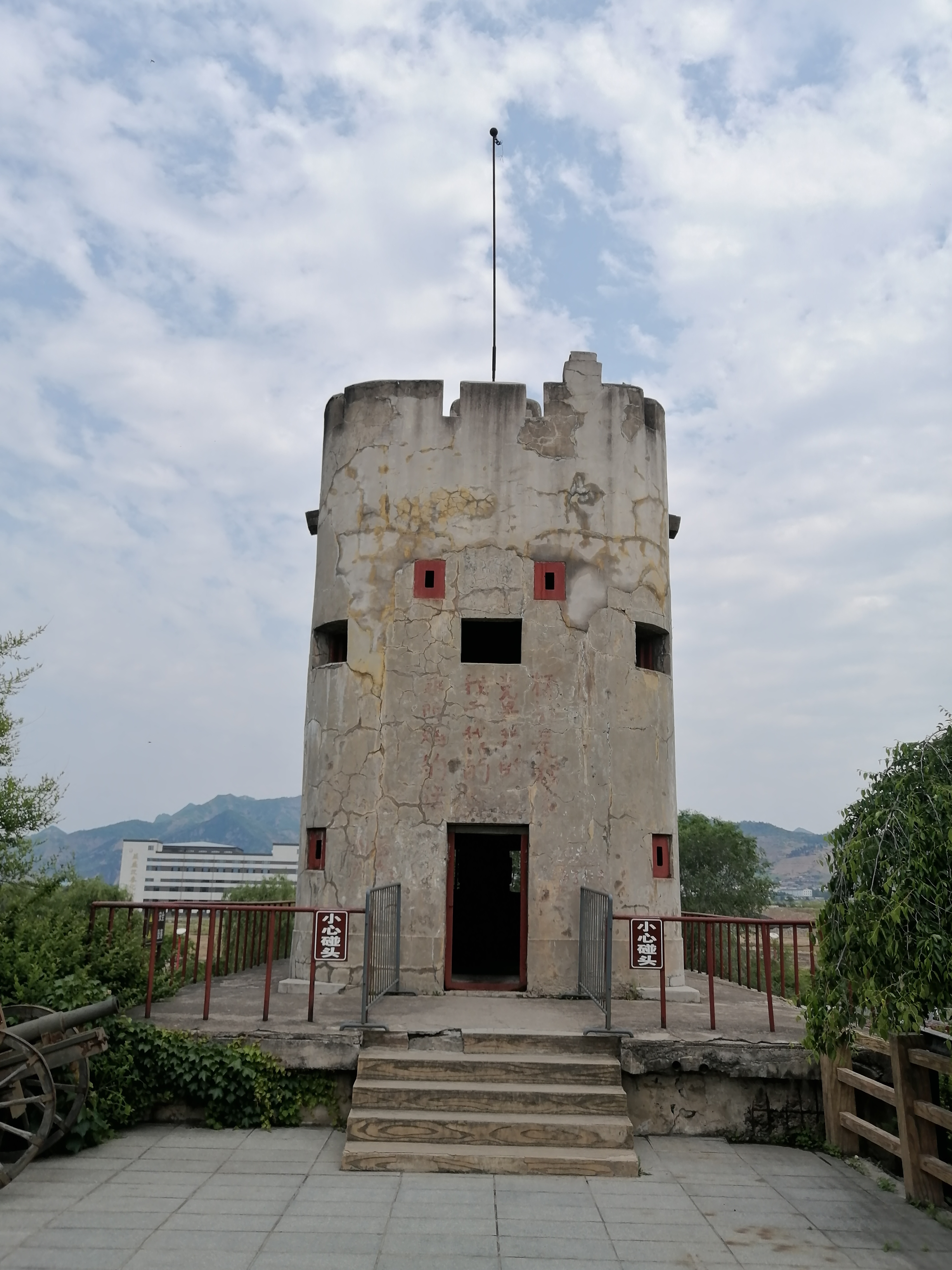
朝鮮戦争期に利用した下解放橋頭堡

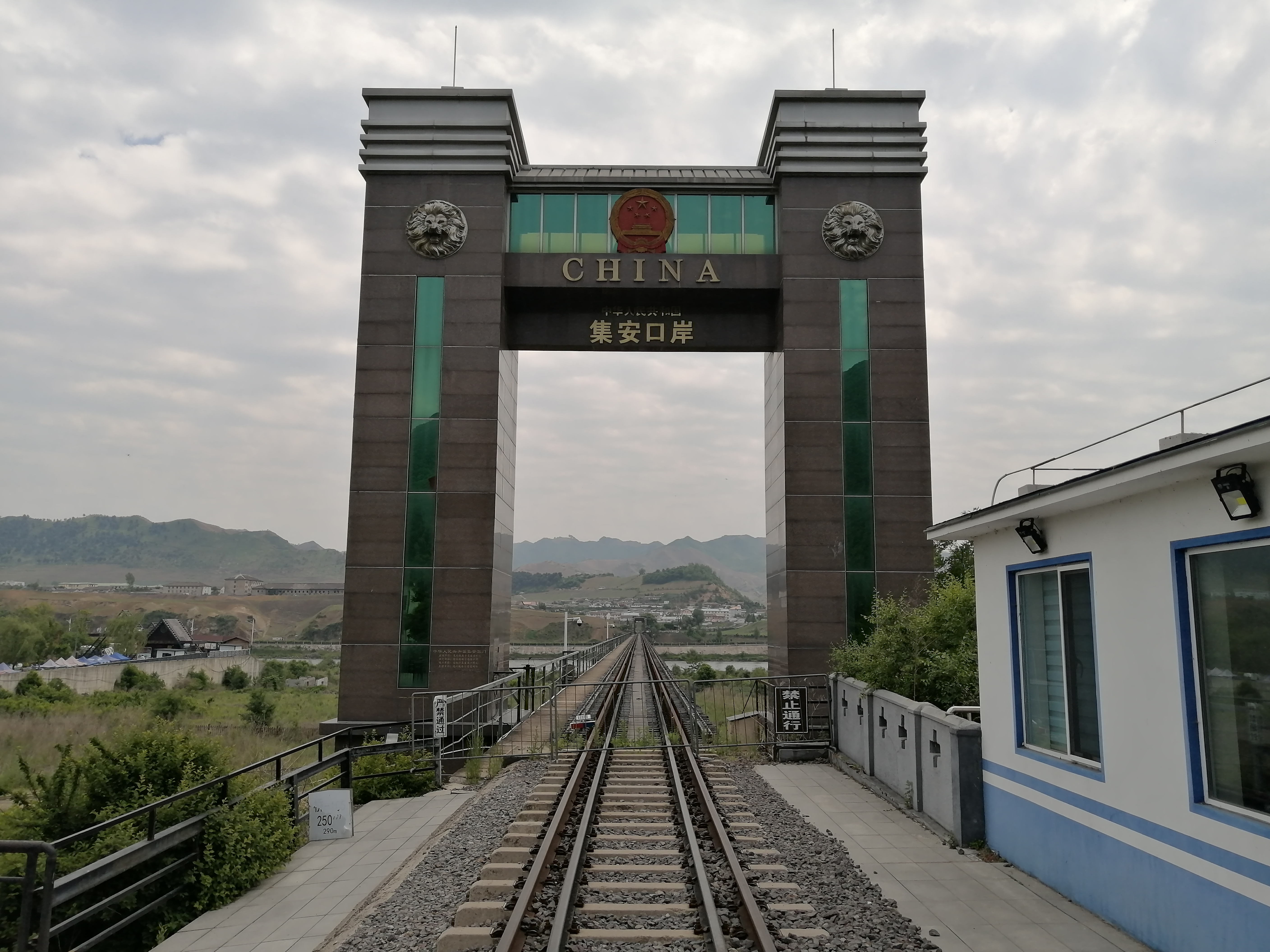
中華人民共和国より設置する集安口岸

日満連絡ルートの一つとして1937年（康徳4年）に建設を開始、1939年（康徳6年）9月30日に完成、10月1日開通、満洲国鉄梅輯線と鮮鉄満浦線と接続する。
朝鮮戦争時は中国人民志願軍の侵入路であり「国連軍」（米軍主導）の空爆目標とされたが、破壊されることはなかった。2004年に橋の北詰（中国側）に方形のアーチが追加された。